# Eugène Bertol-Graivil
Eugène Domicent dit Bertol-Graivil, né le 15 avril 1857 à Paris 12e et mort le 19 octobre 1910 à Paris 17e, est un journaliste, écrivain et dramaturge français.

## Biographie
Fils du peintre Martin Domicent et d'Euphémie Van Meenen, originaires d’Ypres, il travaille à la préfecture de la Seine et devient percepteur. Il travaille également à la PLM.
Comme journaliste, il fonde avec Victor Souchon Le Progrès artistique , pour défendre les intérêts des artistes musiciens instrumentistes et donne des articles à de nombreux titres de presse littéraires et politiques. Il devient aussi syndic de la Presse républicaine et rédacteur à L'Écho de Paris.
Au théâtre, il commence sa carrière, le 29 juin 1879 avec La Rédemption d'Istar, un drame lyrique sur une musique de Charles de Sivry, chanté au théâtre des Nations, ce qui a fait dire à un critique qu’il avait un talent trop national pour s’arrêter longtemps à Babylone. Aussi est-il également auteur de romans et d'essais : Gambetta ; souvenirs (1883), Les Voyages présidentiels illustrés (1889-1890), Le Livre d'or des fêtes franco-russes (1894).
Le 9 décembre 1893, il est grièvement blessé au front lors de l’attentat perpétré par Auguste Vaillant à la Chambre des députés, après avoir échangé sa place avec d’autres journalistes.
Mort à 53 ans en son domicile de la rue de Courcelles, il était marié depuis 1885 à Jeanne Mottu (1856-1936), fille du banquier et homme politique Jules Mottu, conseiller de Paris et maire du 11e arrondissement.
Sa tombe est au cimetière du Père-Lachaise (division 90).

## Jugements
« On ne peut le laisser avec de l’encre, une plume et du papier sans qu’à l’instant il écrive une chronique, un premier-Paris, une nouvelle à la main, un fait divers, un feuilleton de théâtre. Il est journaliste jusqu’à la moelle des os ; il écrit sur ses manchettes, sur les faux-cols et les plastrons de chemise de ses amis. »

— Coquelin cadet

## Distinctions
- Officier d'Académie
- Officier de l'Instruction publique (arrêté du 1er janvier 1891)
- Chevalier de la Légion d'honneur au titre du ministère de l'Intérieur (décret du 3 août 1890)
- Officier de la Légion d'honneur au titre du ministère de l'Intérieur (décret du 1er août 1901).

## Œuvres
- 1879 : La Rédemption d'Istar, drame lyrique en 2 parties, musique de Charles de Sivry, Théâtre des Nations, 29 juin.
- 1882 : Maladie grave.
- 1882 : Par procuration.
- 1882 : Aveugle par amour, opérette en 1 acte, musique de Charles de Sivry, château de Ferrières, 10 décembre, casino d’Étretat, 7 août 1883.
- 1883 : Deux Orages.
- 1883 : Marcel, théâtre Cluny.
- 1883 : A la mer.
- 1883 : Dans le Nord.
- 1883 : Pas pressé.
- 1883 : Le Crime.
- 1883 : Hésitations
- 1884 : Maitre et Valets, à-propos en un acte, en vers.
- 1886 : Les Tonneaux.
- 1892 : Victime.
- 1893 : Pédrolino, opéra-comique en 1 acte, musique d’Émile Boussagol, hôtel Continental, Paris, 13 avril.
- 1893 : La Petite Princesse, opérette en 1 acte, musique de Charles de Sivry, Théâtre d'Application de la Bodinière, 8 mai.
- 1894 : Le Livre d'or des fêtes franco-russes.
- 1894 : Le Sabre enchanté, opéra-comique en 1 acte, musique d’Émile Boussagol, Galerie Vivienne, 8 février.
- 1894 : Kiki, folie-vaudeville en 4 actes, avec Hippolyte Raymond et Marc Sonal.
- 1894 : Fausse Manœuvre.
- 1896 : Le Vieux Sorcier, avec Gabriel de Lurieu, opéra-comique en 1 acte, musique de Félix Desgranges, Galerie Vivienne, 6 mars .
- 1896 : Diane de Messine, opéra-comique en 4 actes, avec Charles Laborde, musique d’Adolphe Dietrich, Grand Théâtre de Dijon, 7 mars.
- 1897 : Trop de fleurs, vaudeville en un acte, théâtre des Folies-Dramatiques, 12 janvier.
- 1897 : Honneur pour honneur.
- 1898 : L’École des gendres, comédie-vaudeville en 4 actes tirée du roman de Charles Leroy.
- 1898 : L'Affaire Machin.
- 1899 : Crise ministérielle.
- 1901 : Le Monsieur de Madame.
- 1902 : Main droite et Main gauche.
- 1903 : Paragraphe III.
- 1904 : Un vieux Parisien.
- 1904 : Le Coup du téléphone.
- 1907 : Ministrable.
- 1908 : Paternité.
- 1909 : Propos d'antichambre.